# Ōku
Ōku (大来皇女 ou 大伯皇女, Ōku no hime miko), née le 12 février 661 et morte le 29 janvier 702, est une princesse japonaise de la période Asuka de l'histoire du Japon. Elle est la fille de l'empereur Tenmu et la sœur du prince Ōtsu. Jeune fille, elle est témoin de la guerre de Jinshin. Selon le Man'yōshū (« Anthologie de dix-mille feuilles »), elle est la première saiō à servir au Ise-jingū. Après la mort de son frère en 686, Elle rentre d'Ise à Yamato afin de consacrer ses restes sur le mont Futakami avant de décéder paisiblement à 40 ans.

## Généalogie
Ōku naît le 8e jour du 1er mois de la 7e année de l'ère Saimei (661), dans la cabine du vaisseau impérial qui fait escale à Ōku lors du voyage de l'impératrice Kōgyoku à Kyūshū. Son nom est dérivé de sa ville natale. Elle a un frère cadet nommé prince Ōtsu né trois ans plus tard à Na no Ōtsu à Kyūshū. Sa mère, la princesse Ōta, décède lorsqu'elle a 7 ans.
Le 9e jour du 10e mois de la 3e année de l'ère Tenmu (674), alors âgée de douze ans, elle est nommée saio par son père l'empereur Tenmu et envoyée à Saikū près de sanctuaire d'Ise où elle passe 13 ans en tant que saïo au service de la déesse Amaterasu qui demeure dans le sanctuaire.
Son frère Ōtsu gagne la confiance de l'Empereur et devient l'un des candidats à sa succession. En 686, alors que l'empereur est en train de mourir, Ōtsu va secrètement à Saikū voir sa sœur, peut-être pour lui dire qu'il est susceptible d'accéder au trône après la mort de l'empereur. Elle est très heureuse de le revoir et célèbre sa promotion. Cependant, il ne dévient pas empereur après la mort de Tenmu parce que l'impératrice consort Uno-no-Sarara a tellement de pouvoir qu'elle déclare que son fils, le prince Kusakabe, sera nommé le prochain empereur. Elle décide qu'Ōtsu est une menace et ordonne aux officiers de l'arrêter. Il est capturé le 2e jour du 10e mois et un jour plus tard, est condamné à mort par pendaison dans sa maison d'Osada.
Sa mort choque beaucoup Ōku. Plus que cela, elle est démise de sa position de saio en raison de la mort de son proche parent (parce que la mort est considérée comme impure, aucune personne dont un proche parent est mort ne peut plus servir un dieu ou une déesse) et revient de Saikū à la capitale. Après son retour, elle compose trois vers de lamentation au nom de son frère, qui sont recueillis dans le Man'yōshū.
Après cela, elle ne fait pas ce qui est mentionné dans la chronique ni ne se marie. Sa seule activité dont nous avons connaissance est la fondation du temple de Natsumi dans le district Nabari de la province d'Iga d'après un vœu.
Elle décède le 27e jour du 12e mois de la 1re année de l'ère Taihō.

## Source de la traduction
- (en)/(ja) Cet article est partiellement ou en totalité issu des articles intitulés en anglais « Princess Ōku » (voir la liste des auteurs) et en japonais « 大来皇女 » (voir la liste des auteurs).